# David Helmut
David Helmut (* 28. Dezember 1986 in Karaganda, Kasachstan) ist ein deutscher Regisseur und Drehbuchautor.

## Leben
Nach eigenen Angaben stahl er als Neunjähriger seinen Eltern einen Camcorder, mit dem er fortan seine ersten Erfahrungen sammelte. 2012 begann er sein Studium an der Hochschule Macromedia in München und studierte Kamera und Regie, nachdem er 2010 seine Kreativagentur und Filmproduktionsfirma ANY Agency gegründet hatte. Größere Aufmerksamkeit erregt David Helmut mit verschiedenen Werbespots für  Unternehmen.
2022 erschien auf RTL+ seine erste eigene Serie Wrong – Unzensiert.
Seit 2021 ist er regelmäßiger Bestandteil des ProSieben-Formats Germany’s Next Topmodel.

## Werke

### Fernsehen
- 2017: Ketapan (1 Folge, Regie, Drehbuch)
- seit 2022: Wrong – Unzensiert (Idee, Drehbuch und Regie)[4]

### Kurzfilme
- 2017: Pestana (Regie, Drehbuch)

### Werbung
- 2016: Opel Integration - Umparken im Kopf[5]
- 2020: LIDL Cringe[6]
- 2020: McDonald’s Ohne Worte[7]
- 2020: Penny Hellseher[8]
- 2021: GORILLAS - Das letzte Abendmahl[9]

## Auszeichnungen
- 2016: Sophie Opel Preis[10] für Integration
- 2016: 13. Porsche International Student Advertising Film Award[11] für Integration
- 2022: Blauer Panther – TV & Streaming Award[12] für Wrong – Unzensiert